# Mugilogobius tagala
Mugilogobius tagala é um peixe da família Gobiidae, descrito em 1927 por Herre.